# Иванов, Юрий Игоревич
Ю́рий И́горевич Ивано́в (8 августа 1960, Москва) — советский и российский футболист, защитник.

## Карьера
В 1981 году был в составе московского «Спартака», но ни разу не сыграл. В 1982 году выступал за «Москвич», в 27 играх забил 2 гола. Сезон 1984 года провёл в каширском «Динамо», за которое в 32 встречах забил 6 мячей.
В 1986 году выступал за вологодское «Динамо», провёл 28 матчей, забил 6 голов. В 1987 году перешёл в «Зоркий», где сыграл 29 встреч, в которых отметился 8 мячами. В 1988 году пополнил ряды «Кайрата», за который провёл 21 матч.
В 1989 году перешёл в павлодарский «Трактор», сыграл 32 встречи, забил 5 голов. В 1990 выступал за рижскую «Даугаву», в 30 матчах забил 1 мяч. В 1991 году пополнил ряды «Пардаугавы», за которую провёл 32 встречи и забил 2 гола.
В сезоне 1992 года дебютировал в Высшей лиге России в составе «Кубани», за которую сыграл 7 матчей.